# Sapotillväxter
Sapotillväxter (Sapotaceae) är en familj av tvåhjärtbladiga växter. Sapotaceae ingår i ordningen ljungordningen, klassen tvåhjärtbladiga blomväxter, fylumet kärlväxter och riket växter. Enligt Catalogue of Life omfattar familjen Sapotaceae 1289 arter. 

## Bildgalleri

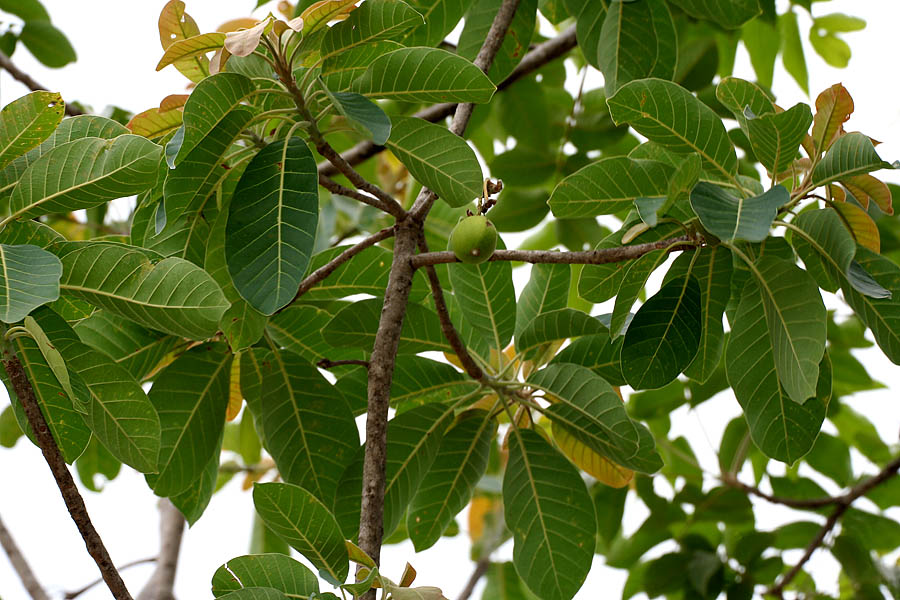
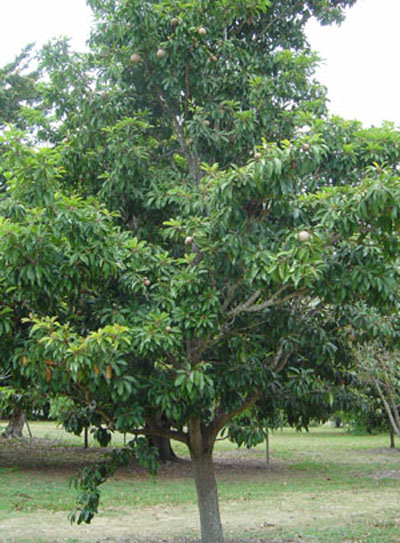
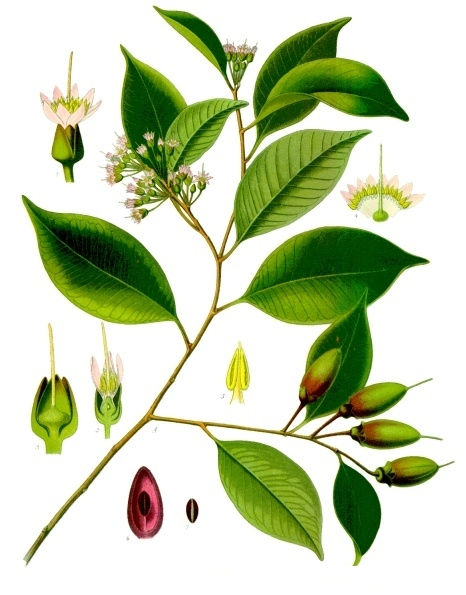
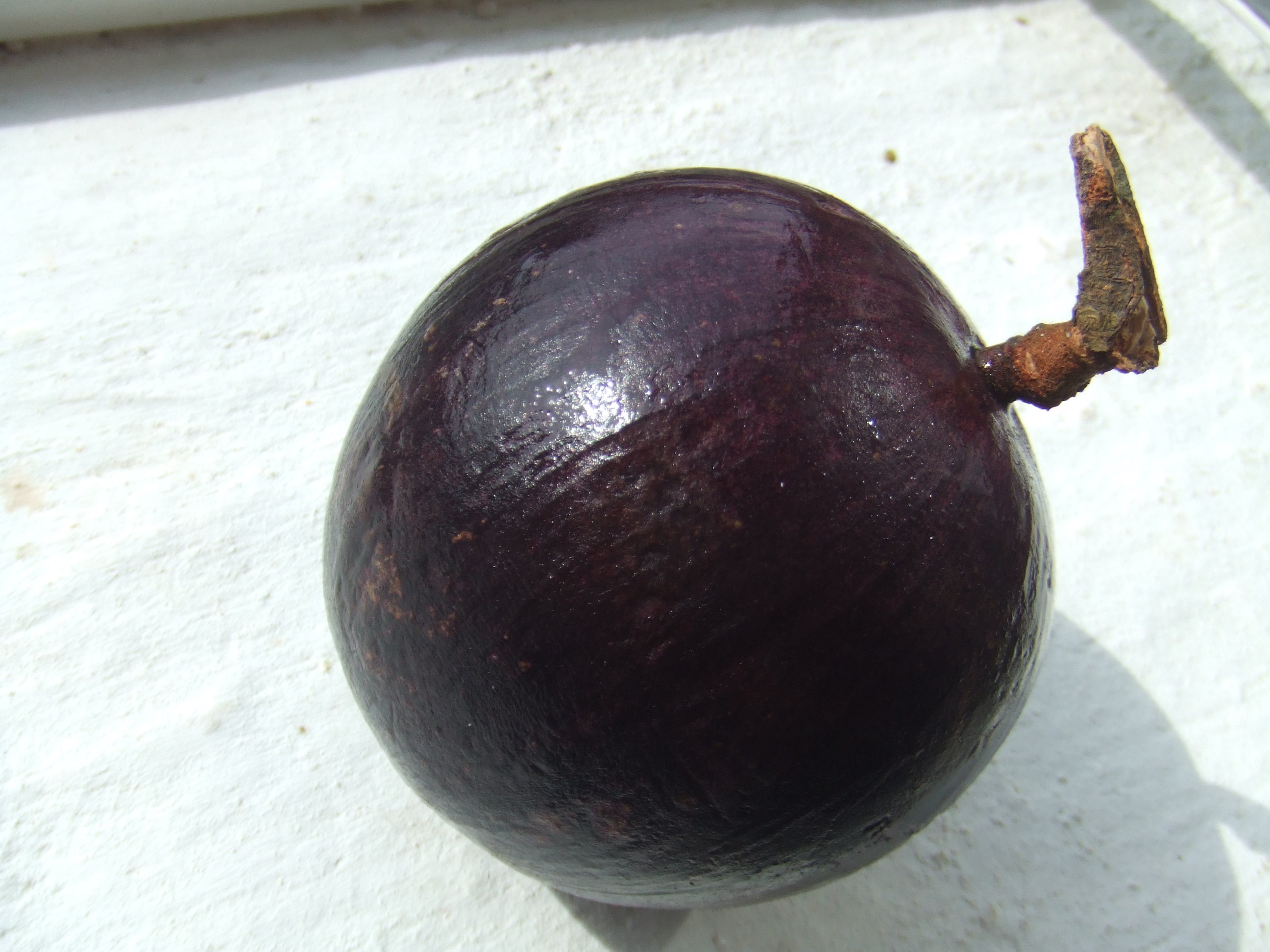
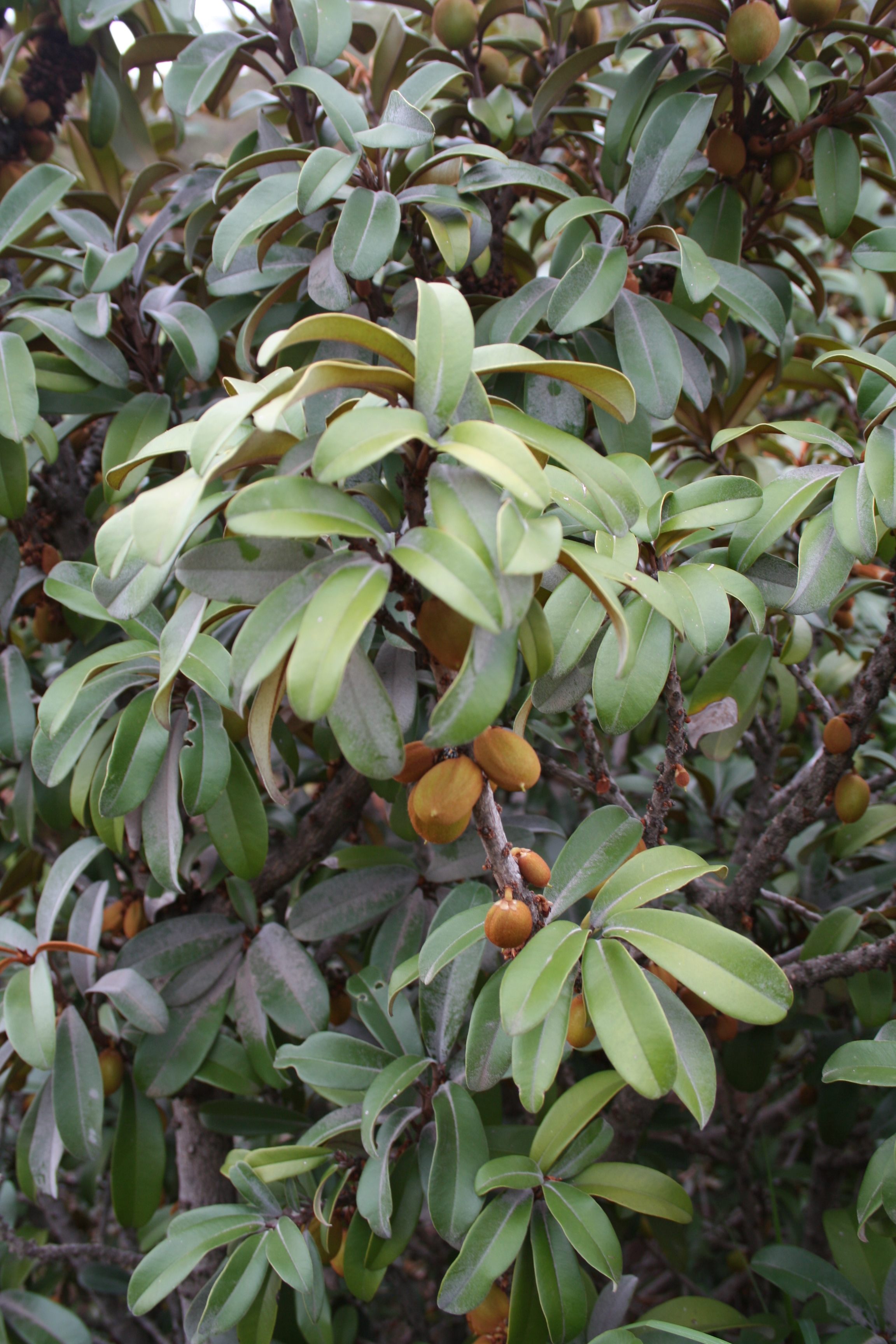
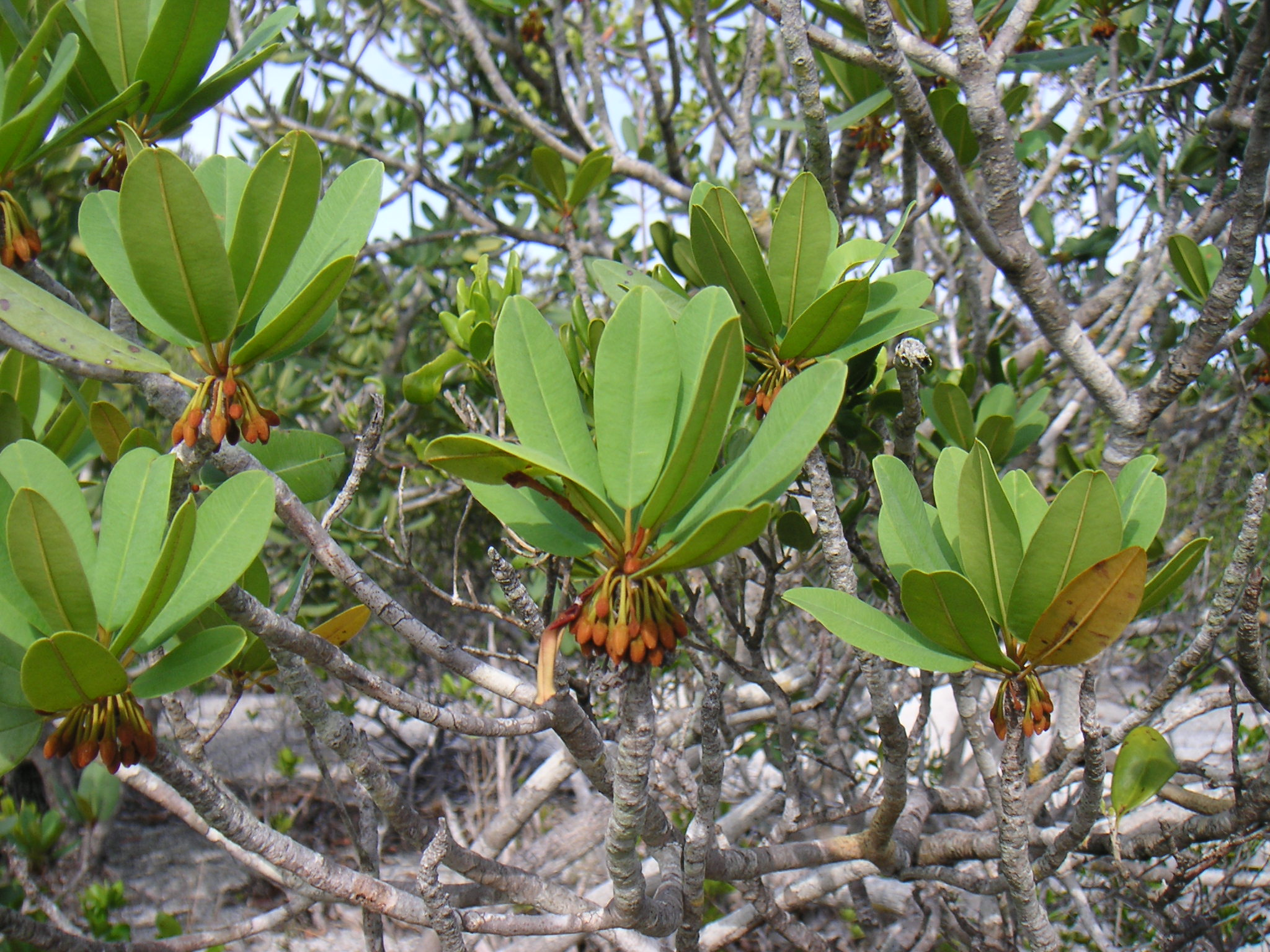

## Dottertaxa till Sapotaceae, i alfabetisk ordning[1]
- Argania
- Aubregrinia
- Aulandra
- Autranella
- Baillonella
- Beccariella
- Boerlagella
- Breviea
- Burckella
- Capurodendron
- Chromolucuma
- Chrysophyllum
- Delpydora
- Diploknema
- Diploon
- Eberhardtia
- Ecclinusa
- Elaeoluma
- Englerophytum
- Faucherea
- Gluema
- Inhambanella
- Isonandra
- Labourdonnaisia
- Labramia
- Lecomtedoxa
- Leptostylis
- Letestua
- Madhuca
- Magodendron
- Manilkara
- Micropholis
- Mimusops
- Neohemsleya
- Neolemonniera
- Niemeyera
- Northia
- Omphalocarpum
- Palaquium
- Payena
- Pichonia
- Planchonella
- Pouteria
- Pradosia
- Pycnandra
- Sarcaulus
- Sarcosperma
- Sersalisia
- Sideroxylon
- Synsepalum
- Tieghemella
- Tridesmostemon
- Tsebona
- Van-royena
- Vitellaria
- Vitellariopsis
- Xantolis